# Cornelis van Merlen
Cornelis van Merlen was als uitgever en graveur actief. Hij werd in Antwerpen geboren in augustus 1654 en stierf aldaar op 10 april 1723.
De Van Merlens waren belangrijke producenten van  devotieprenten te Antwerpen in de 17de en 18de eeuw. Hoewel opgeleid als graveur, is Cornelis vooral gekend voor de heruitgave van oude platen. Hij ging in de leer bij Theodoor van Merlen en Frederik Bouttats.
Na het overlijden van  zijn vader Theodoor van Merlen, werd zijn drukkerij voortgezet door zijn moeder Maria Wiggins. In 1698 erfde een van haar dochters, Constantia I van Merlen, haar koperplaten en drukpersen. In Constantia's testament liet zij haar drukplaten aan haar broer Cornelis van Merlen. Cornelis van Merlen trouwde op 26 juli 1687 met Sara Maria Huybrechts. Na Van Merlens overlijden zette zijn weduwe Sara Maria Huybrechts de zaak voort,
Cornelis van Merlen was in 1680 actief in Italië, in 1687 werd hij in Antwerpen toegelaten tot de Sint-Lucasgilde.  Hij droeg bij aan publicaties die door Giovanni Palazzi in Venetië uitgegeven werden en werkte ook samen met de plaat- of figuurdrukker François de Caluwe.

## Gravures
Cornelis van Merlen specialiseerde zich in devotioneel drukwerk, De collectie Thijs van de Universiteit Antwerpen bevat volgende werken: 

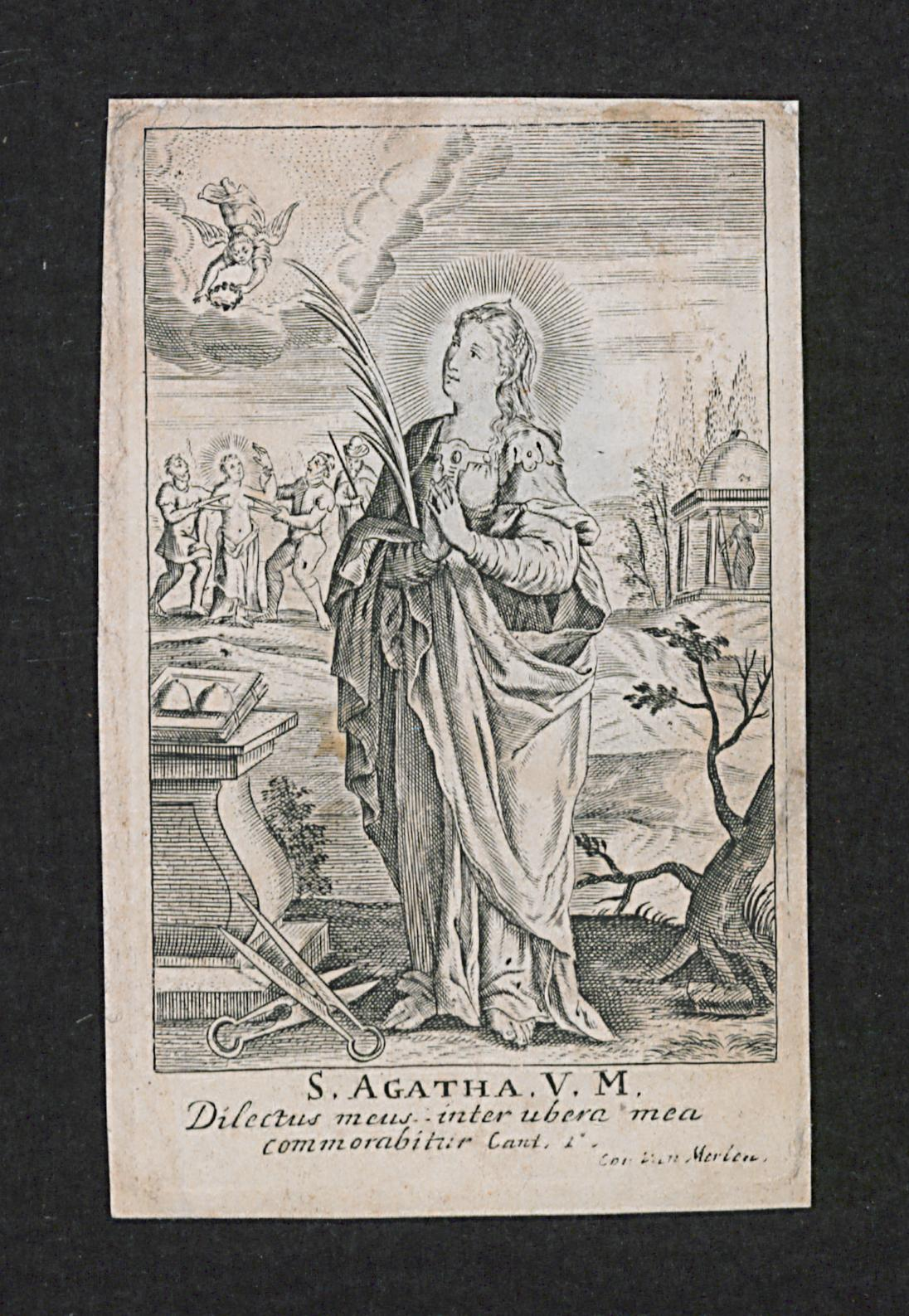
Agatha van Catania
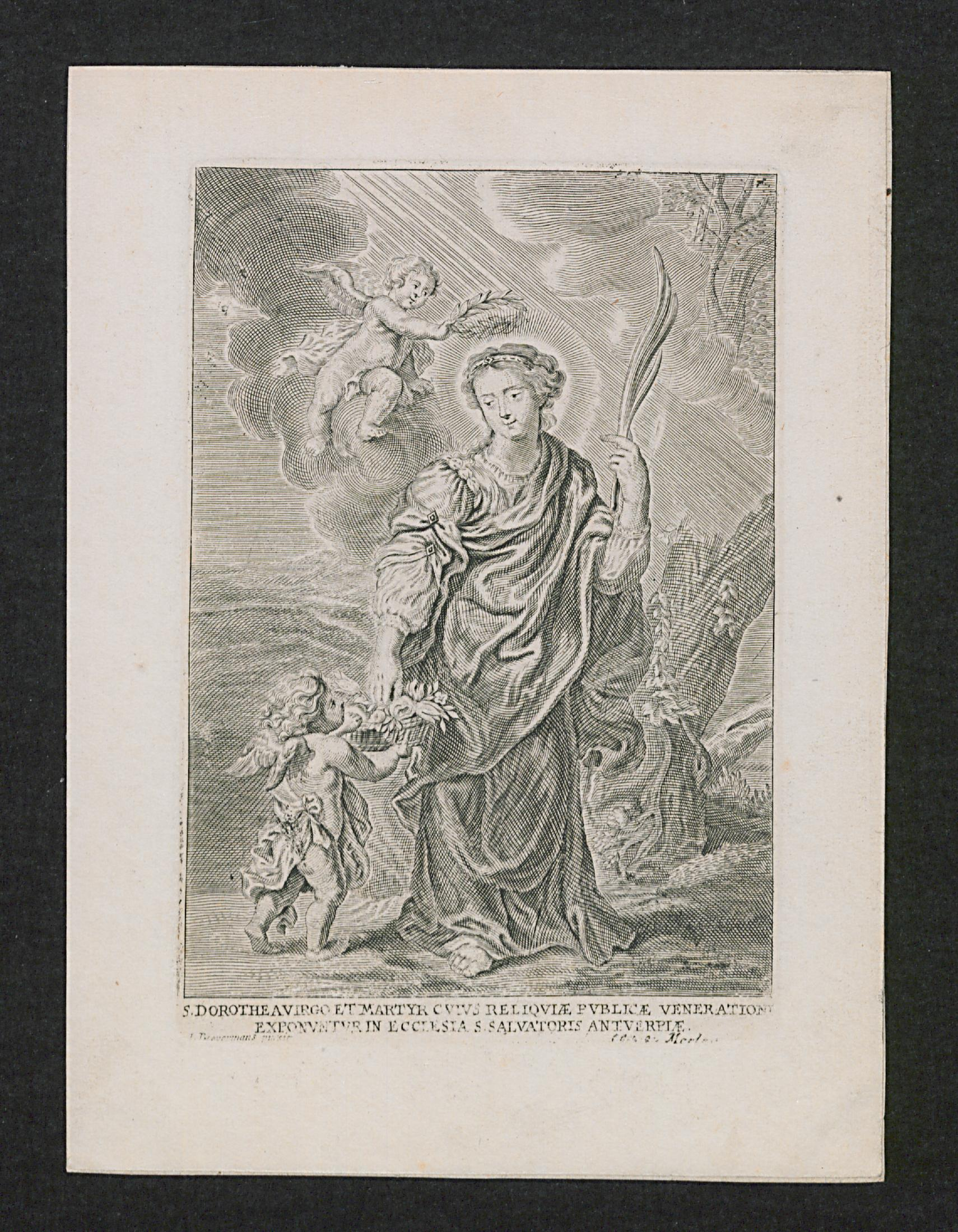
Dorothea van Cesarea